# Malinová (powiat Rakovník)
Malinová – gmina w Czechach, w powiecie Rakovník, w kraju środkowoczeskim. Według danych z dnia 1 stycznia 2021 liczyła 97 mieszkańców.